# Lispocephala aemulata
Lispocephala aemulata este o specie de muște din genul Lispocephala, familia Muscidae, descrisă de Huckett în anul 1973.
Este endemică în Maine. Conform Catalogue of Life specia Lispocephala aemulata nu are subspecii cunoscute.